# Sunifredo I.
Sunifredo I. (šp. Sunifredo I, fra. Sunifred Ier de Barcelone; umro 848.) bio je španjolski plemić; grof Girone, Barcelone, Agdea, Osone, Nîmesa, Besalúa, Béziersa, Urgella, Conflenta, Melgueila, Lodèvea i Cerdanye.
Njegov je otac možda bio grof Bello od Carcassonnea (o. 755. – 810.). Ljudevit I. Pobožni je imenovao Sunifreda grofom Urgella i Cerdanye 834. te je Sunifredo osvojio ta područja, kojima je dotada vladao grof Aragonije, Don Aznar I. Galíndez.
Nakon smrti kralja Ljudevita Pobožnog, Sunifredo je bio odan njegovom sinu Karlu Ćelavom. Karlo je mnogo poštovao Sunifreda jer je ovaj ušao u bitku s Maurima 841., kad su Mauri napali Barcelonu.

## Obitelj
Sunifredo je oženio neku Ermesindu, koja je spomenuta u jednoj povelji iz god. 885. Njeni su roditelji nepoznati. Ovo su djeca Ermesinde i Sunifreda:
- Wifredo Dlakavi[2]
- Rudolf od Besalúa, muž Redlinde
- Miró Stariji, grof Conflenta
- Sesenanda
- Sunifredo
- Riculf, biskup